# Castle, Cardiff
Castle är en community i Storbritannien.   Den ligger i kommunen Cardiff och riksdelen Wales, i den södra delen av landet, 210 km väster om huvudstaden London.
I Castle community ligger både slottet Cardiff Castle och stadens centrum.